# Ritratto di Carlo V con il cane
Il Ritratto di Carlo V con il cane è un dipinto a olio su tela (125x99 cm) di Tiziano, databile al 1533 circa e conservato nel Museo del Prado a Madrid.

## Storia
Il dipinto è il più antico pervenutoci dei numerosi ritratti che Tiziano eseguì per Carlo V. Un primo ritratto, in armatura e col bastone del comando, dovette essere eseguito nel 1530 (notizia riportata da Vasari e confermata da una lettera del 18 marzo 1530 dell'ambasciatore di Urbino a Venezia Giacomo Leonardi). Di tale dipinto si perdono le tracce, nonostante qualche possibile citazione in inventari seicenteschi.
Riguardo all'opera del Prado, stando alle fonti e alle precise descrizioni dell'abito, Tiziano la avviò a Bologna nel 1533, successivamente all'incoronazione papale e riconciliazione dell'imperatore con Clemente VII. Non è chiaro se Tiziano si ispirò al ritratto di Jakob Seisenegger, o se viceversa quest'ultimo è da ritenersi posteriore. Pare più verosimile la prima ipotesi, che dimostra anche come il cadorino seppe superare il modello, dando al soggetto un portamento più aristocratico, con una posa più sciolta e piglio sicuro di sé, nonché con una maggiore penetrazione psicologica.
Si dovrebbe trattare comunque del primo ritratto a figura intera effettuato dall'artista. Non si tratta di una considerazione da poco, se si tiene conto che i dipinti venivano solitamente appesi a mezza altezza: un busto avrebbe così guardato negli occhi lo spettatore alla sua altezza, ma un ritratto intero lo avrebbe sovrastato dominandolo e marcandone la distanza fisica e sociale.
L'opera si trova in Spagna almeno dal 1600, quando è ricordata negli inventari del Palazzo dell'Alcázar a Madrid. Filippo IV di Spagna lo donò poi a Carlo I d'Inghilterra, ma con l'esecuzione del re e la vendita all'asta dei suoi beni, il ritratto fece rientro in Spagna, riacquistato dai vecchi proprietari. Entrò poi nel museo del Prado nel 1821.

## Descrizione e stile

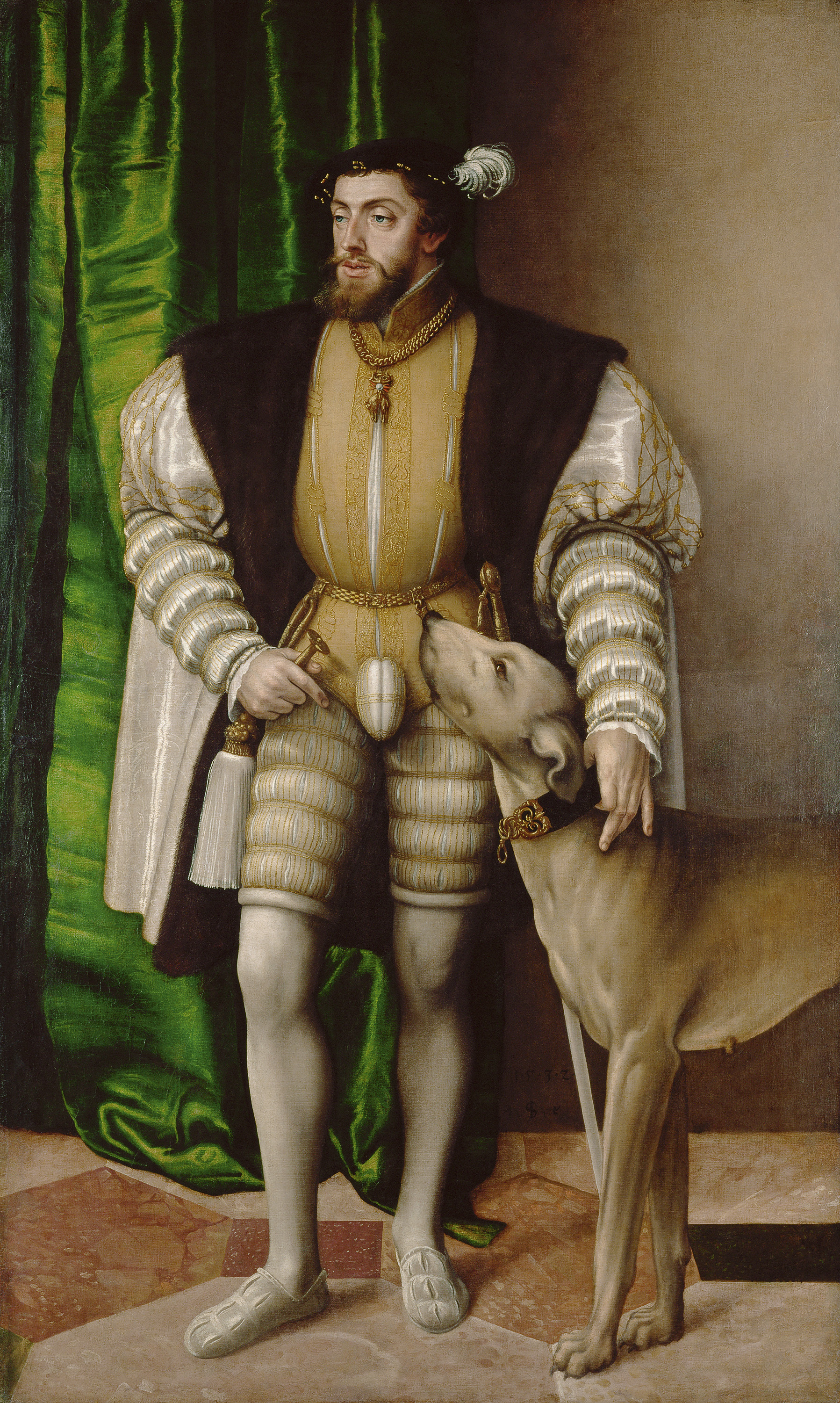
Il ritratto di Seisenegger, forse del 1532 (Kunsthistorisches Museum)

Il sovrano è ritratto a tutta figura a grandezza naturale, su uno sfondo scuro. Indossa una ricca cappa foderata di pelliccia, un corpetto stretto in vita da una cintura, braghe corte e aderenti, calza e scarpini da camera, mentre in testa ha un berretto con piuma. Una nappa pende dalla cintura e, secondo la moda del tempo, all'altezza del pube l'abito ha una protuberanza.
Con una mano l'imperatore impugna l'elsa della spada, altrimenti invisibile, con l'altra accarezza un grosso cane irlandese, forse il suo preferito Sampere. Tiziano ingrandì leggermente l'animale, per accennare alla corporatura piccola del sovrano.
Il suo sguardo è rivolto a sinistra ed è sicuro di sé, manifestante la sua lungimiranza.
Lo sfondo è neutro, a parte il tendaggio verde scostato dalla soffice consistenza del raso.